# -holt

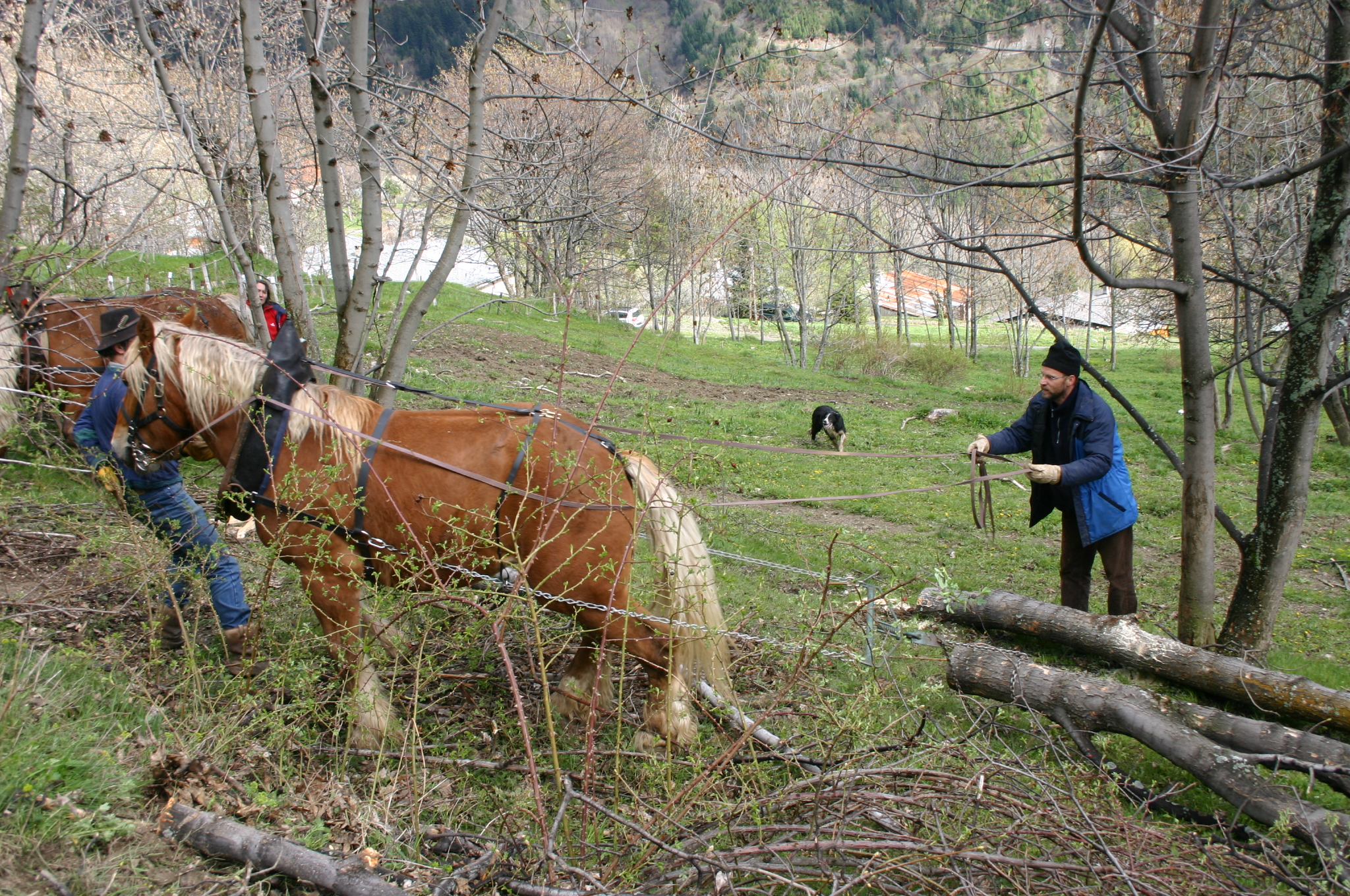
Bosbouw

Het toponiem -holt (-hout) is een historische benaming voor een bos. Het woord holt is afkomstig van het Germaanse woord hulta dat bos of hout betekent. Het gaat bij holt dan ook om een specifiek soort bos, namelijk een bos dat gebruikt wordt voor leveren van timmerhout (bosbouw).
Holt wordt veel als suffix gebruikt, maar komt ook voor als prefix.

## Voorbeelden van toponiemen die zijn afgeleid vanhulta
Bocholt, Boechout, Boekhout, Bouquehault, Borgerhout, Buggenhout, Denderhoutem, Eindhout, Herenthout, Holland, Houtave, Houtem, Houthem, Houtkerke, Houtrak, Kalmthout, Kloosterholt, Kruishoutem, Letterhoutem, Lieshout, Linkhout, Meerhout, Minderhout, Oosterhout (Gelderland), Oosterhout (Noord-Brabant), Sint-Vitusholt, Torhout, Turnhout, Voorhout, Walshoutem, Wormhout, Elshout

## Voorbeelden van toponiemen die mogelijk zijn afgeleid vanhulta
Er zijn nog andere plaatsen met holt of hout, maar omdat hiervan geen of geen eenduidige oude vermeldingen bekend zijn is niet met zekerheid te zeggen of deze plaatsen zijn afgeleid van hulta.
Bocholtz, Haarlemmerhout, Holten, Den Hout, Houten, Houthalen, Houthulst, Loenhout, Schellinkhout, Stiphout, Vinderhout.

## Nieuwvormingen
Hout wordt ook in de recente geschiedenis gebruikt bij naamgeving van plaatsen, bijvoorbeeld Almere-Hout.